# Nasa tulipadiaboli
Nasa tulipadiaboli är en brännreveväxtart som beskrevs av T.Henning och Weigend. Nasa tulipadiaboli ingår i släktet färgkronor, och familjen brännreveväxter. Inga underarter finns listade i Catalogue of Life.